# Estación de Villar del Saz de Navalón
Villar del Saz de Navalón es un apeadero ferroviario clausurado situado en el municipio español de Fuentenava de Jábaga, cerca de la pedanía de Villar del Saz de Navalón en la provincia de Cuenca, comunidad autónoma de Castilla-La Mancha. Actualmente las instalaciones se encuentran dadas de baja como dependencia de la línea.

## Situación ferroviaria
La estación se encuentra en el punto kilométrico 127,2 de la línea férrea 310 de la red ferroviaria española que une Aranjuez con Valencia, entre las estaciones de Cuevas de Velasco y Chillarón, a 972,44 m de altitud. El tramo es de vía única y está sin electrificar.

## Historia
La estación fue inaugurada oficialmente el 5 de septiembre de 1885, cuando MZA se hizo con la concesión de la línea entre Aranjuez y Cuenca comprando los derechos de la misma a la compañía del ferrocarril de Aranjuez a Cuenca constructora del trazado. En 1941, con la nacionalización de la totalidad de la red ferroviaria española la estación pasó a ser gestionada por RENFE. Desde el 31 de diciembre de 2004 Renfe Operadora explota la línea mientras que Adif es la titular de las instalaciones ferroviarias.
El apeadero fue cerrado al servicio en junio de 2013, al igual que otras paradas de la línea con bajo movimiento de pasajeros.

## La estación
Se halla situada a 3,1 km al norte de Villar del Sanz de Navalón, en un desvío de la carretera CUV-2124.
El edificio de viajeros (11,9 m x 5,9 m) y el muelle de carga (10 m x 6 m) fueron derribados a finales del siglo XX.
El aislamiento, la lejanía y el difícil acceso desde Fuentenava de Jábaga propiciaron el abandono de la estación en beneficio de la de Chillarón, dejando de tener servicios de viajeros en junio de 2013. 
Desde el 30 de mayo de 2017 es baja como dependencia de la línea.